# Pomrčina Sunca 11. kolovoza 1999.
Potpuna pomrčina Sunca dogodila se 11. kolovoza 1999. s magnitudom pomrčine 1,0286. Pomrčina Sunca događa se kada Mjesec prođe između Zemlje i Sunca, čime potpuno ili djelomično zakloni sliku Sunca promatraču na Zemlji. Potpuna pomrčina Sunca događa se kada je prividni promjer Mjeseca veći od Sunčeva, blokirajući svu izravnu sunčevu svjetlost, pretvarajući dan u tamu. Totalnost se događa uskom putanjom preko Zemljine površine, s djelomičnom pomrčinom Sunca vidljivom u okolnom području širokom tisućama kilometara. Put Mjesečeve sjene započeo je u Atlantskom oceanu i prije podneva presijecao je južnu Ujedinjenu Kraljevinu, sjevernu Francusku, Belgiju, Luksemburg, južnu Njemačku, Austriju, Sloveniju, Hrvatsku, Mađarsku i sjevernu SR Jugoslaviju (Vojvodinu). Maksimum pomrčine bio je u 11:03 UTC u Rumunjskoj (pored grada Ocnele Mari kod grada Râmnicu Vâlcea); a nastavila se kretati preko Bugarske, Crnog mora, Turske, sjeveroistočnog kuta Sirije, sjevernog Iraka, Irana, južnog Pakistana i Srikakulama u Indiji, te je završila u Bengalskom zaljevu.
Bila je to prva potpuna pomrčina vidljiva iz Europe od 22. srpnja 1990.

## Zapažanja
Zbog velike gustoće naseljenosti u područjima putanje pomrčine, ovo je bila jedna od najgledanijih potpunih pomrčina Sunca u ljudskoj povijesti; iako su neka područja na putu totaliteta (uglavnom u zapadnoj Europi) nudila smanjenu vidljivost zbog nepovoljnih vremenskih uvjeta.
Neke od organiziranih skupina za promatranje pomrčina na Putu totaliteta postavile su video projektore na kojima su ljudi mogli promatrati mjesečevu sjenu dok juri prema njima. Postojala je značajna pokrivenost međunarodnih TV postaja o napredovanju sjene pomrčine. Mjesečeva sjena promatrana je i s ruske svemirske postaje Mir; tijekom pomrčine video s Mira emitiran je uživo na televiziji.

## Galerija
- Salzburg, Austrija
- Djelomična pomrčina iz Paderborna, Njemačka
- Djelomična pomrčina iz Orije, Italija
- Djelomična pomrčina iz Haarlema,Nizozemska
- Projekcija u Oslu, Norveška
- Jezero Balaton, Mađarska
- Laon, Francuska

## Značajna vremena i koordinate
| Događaj                                          | Vrijeme ( UTC ) | koordinate                                |
| ------------------------------------------------ | --------------- | ----------------------------------------- |
| 1. kontakt polusjene sa Zemljinom površinom (P1) | 08:26:17        |                                           |
| 1. vanjski umbralni kontakt (U1)                 | 09:29:55        | 41°2.0′N 65°5.4′W / 41.0333°N 65.0900°W   |
| 2. unutarnji umbralni kontakt (U1)               | 09:30:53        | 43°0.1′N 57°55.8′W / 43.0017°N 57.9300°W  |
| Najveća pomrčina                                 | 11:03:07        | 45°4.8′N 24°17.3′E / 45.0800°N 24.2883°E  |
| 3. unutarnji umbralni kontakt (U3)               | 12:35:33        | 19°39.7′N 80°20.4′E / 19.6617°N 80.3400°E |
| 4. vanjski umbralni kontakt (U4)                 | 12:36:26        | 17°33.5′N 87°17.1′E / 17.5583°N 87.2850°E |
| 4. kontakt polusjene sa Zemljinom površinom (P4) | 13:40:08        |                                           |

## U popularnoj kulturi
- Sleeping Sun (1999), finskog benda Nightwish
- Les Terriens (2000), francuski dokumentarac redateljice Ariane Doublet
- Les Ensoleillés (2002.), kompilacija od dvadesetak kratkih priča temeljenih na pomrčini iz 1999., koju je napisao Joël Egloff

## Reference
- Earth visibility chart and eclipse statistics Eclipse Predictions by Fred Espenak, NASA/GSFC
  - Google interactive map
  - Besselian elements
- Eclipse na hermit.org
- „Časopis Klub Krile“, god. 11, 1999, "Air Group 2000" Publishing, Sofija, Bugarska
- Potpuna pomrčina Sunca 1999. 11. kolovoza
- Ruska ekspedicija

## Vanjske poveznice
Fotografije
- Turkey. Prof. Druckmüller's eclipse photography site
- Hungary. Prof. Druckmüller's eclipse photography site
- France. Prof. Druckmüller's eclipse photography site
- Bulgaria
- Solar Corona Shape
- Exploratorium Webcast: Solar Eclipse August 11, 1999
- KryssTal - Eclipse in Cornwall (UK)—totality not seen but scene photographed
- Solar eclipse of August 11, 1999 Romania, shown in Romanian Maximum Card  Arhivirana inačica izvorne stranice od 21. kolovoza 2019. (Wayback Machine)
- Solar eclipse of August 11, 1999 Romania, shown in Romanian Maximum Card  Arhivirana inačica izvorne stranice od 21. kolovoza 2019. (Wayback Machine)
- Images from Turkey by Crayford Manor House Astronomical Society  Arhivirana inačica izvorne stranice od 9. veljače 2013. (Wayback Machine)
- A Crescent Sunrise, APOD 8/17/1999, partial eclipse from Quebec, Kanada
- Sun Block, APOD 8/18/1999, totality from Hungary
- Light From The Dark Sun, APOD 8/19/1999, totality from Siofok, Hungary
- At The Sun's Edge, APOD 8/20/1999, totality near Bagdere, Turkey
- The Big Corona, APOD 4/8/2001, totality by Fred Espenak
- Total Eclipse of the Active Sun, APOD 6/20/2001, from Kecel, Hungary
- Diamond Ring in the Sun, APOD 6/21/2001, totality from eastern Turkey
- Looking Back at an Eclipsed Earth, APOD 9/26/2004, total eclipse shadow seen from Mir spacestation, chosen as APOD again on 6/10/2007
- Russian scientist observed eclipse